# 万江街道
万江街道，是中国广东省东莞市下辖的一个街道。境内107国道、莞深高速公路贯穿全境，街道管理處駐 萬福路83號。
全世界最大的购物广场华南摩尔坐落于此。东莞市汽车客运总站于此。

## 行政区划
万江街道下辖以下地区：
万江墟社区、万江社区、石美社区、莫屋社区、拔蛟窝社区、黄粘洲社区、蚬涌社区、谷涌社区、小享社区、滘联社区、金泰社区、曲海社区、牌楼基社区、大莲塘社区、水蛇涌社区、共联社区、新谷涌社区、坝头社区、胜利社区、官桥滘社区、简沙洲社区、新和社区、上甲社区、严屋社区、大汾社区、新村社区、流涌尾社区和新城社区。

## 人口
截至2020年底，第七次全国人口普查萬江街道常住人口為328856人。